# 汪达之
汪达之（1903年4月21日—1980年3月27日）是中国教育家，新安旅行团组织者。

## 生平
汪达之1903年生于安徽省黟县碧山村。他在晓庄师范学习未毕业，就被陶行知选拔到淮安新安小学担任第二任校长（陶行知兼任首任校长）。
1935年，在陶行知的支持下，汪达之创立新安旅行团，以“社会即学校”为指导思想，组织小学生游历中国，宣传抗日，历时14年。 1944年加入中国共产党，同年和杨南琛结婚。
中华人民共和国建立后，汪达之历任南京晓庄师范校长，教育部师范教育司专员，中国文字改革委员会副主任，广东民族学院党委书记、副院长，广东省第三届政协委员等职。
文化大革命期间，汪达之受到迫害，1972年患脑溢血，卧床8年，于1980年3月在北京逝世。